# 傑志体育会
傑志体育会（けっしたいいくかい、キッチーSC、英語: Kitchee Sports Club）は、香港プレミアリーグに参加する香港のサッカークラブである。1931年設立。

## 歴史
2010年代
2016-2017シーズン
- リーグ最終戦の東方戦で、スタジアムは満席になり、チームは4−1で大逆転勝利し、優勝した。

2017-2018シーズン
- 2017年5月、大埔足球会からルーカス・シウヴァとクリス・アナン、深圳FCからパウリーニョを完全移籍で獲得。
- 2018年1月、冬の移籍ではディエゴ・フォルランはチームに加入した。
- 2018年2月、AFCチャンピオンズリーグ2018を初めて参加して、韓国の全北現代、中国の天津権健、日本の柏レイソルとグループEに入る。3月14日、第四節の柏レイソル戦で、鄭展龍は92分に得点を決めて、ホームにチームの歴史的なAFC勝利を取った。
- 2018年5月、ディエゴ・フォルランが契約満了。
- リーグの年間成績は16勝2分0敗で優勝した。

2018-2019シーズン
- 11年在籍したキャプテンの盧均宜と10年在籍した副キャプテンの林嘉緯が契約満了。盧均宜、林志堅とパウリーニョが富力R&F、林嘉緯が東方、アレックスが中国甲級リーグの延邊富德、サンドロがインドネシア・プレミアリーグのPSM、クリスティアン・バドツがネムゼティ・バイノクシャーグIのホンヴェードFCへ完全移籍。
- 補強は東方から鞠盈智、南区足球会から于楊、大埔足球会から中村祐人、FKスードゥヴァ・マリヤンポレからタディッチ、サン・ルイスからモハメド・シソッコを完全移籍で獲得。

2019-2020シーズン
- 2019年7月、新監督にボスニア・ヘルツェゴビナ人のブラス・シリシコビチが就任、元監督の朱志光はテクニカルディレクターが転職。そして、戦力補強として、東方足球隊からマノロ・ブレダ、南区足球会からソウザ、元朗足球隊からクレイトンを完全移籍で獲得。

## タイトル

### 国内タイトル
- 1部リーグ (香港甲級サッカーリーグ/香港プレミアリーグ) : 12回

1947-48, 1949-50, 1963-64, 2010-11, 2011-12, 2013-14, 2014-15, 2016-17, 2017-18, 2019-20, 2020-21, 2022-23
- シニアシールド : 7回

1949-50, 1953-54, 1959-60, 1963-64, 2005-06, 2016-17, 2018-19
- FAカップ : 6回

2011-12, 2012-13, 2014-15, 2016-17, 2017-18, 2018-19

## 表彰
最優秀選手賞
- 2010-11　 ロベルト・ロドリゲス
- 2011-12　 盧均宜
- 2012-13　 黃洋
- 2013-14　 フェルナンド・レシオ
- 2016-17　 フェルナンド
- 2017-18　 クリスティアン・バドツ

得点王
- 2016-17　 サンドロ
- 2017-18　 ルーカス・シルバ
- 2018-19　 ルーカス・シルバ

## 現所属メンバー
2023年7月12日現在
注：選手の国籍表記はFIFAの定めた代表資格ルールに基づく。
| No. | Pos. |                  | 選手名                         |
| --- | ---- | ---------------- | ------------------------------ |
| 1   | GK   | 香港             | 王振鵬                         |
| 2   | DF   | 香港             | 羅梓駿                         |
| 3   | DF   | 北マケドニア     | アレクサンダル・ダムチェフスキ |
| 4   | MF   | イングランド     | チャーリー・スコット           |
| 5   | DF   | 香港             | エリオ                         |
| 7   | FW   | トルクメニスタン | ルスラン・ミンガゾフ           |
| 8   | FW   | ブラジル         | イゴール・サルトーリ           |
| 9   | FW   | 大韓民国         | 金信煜                         |
| 10  | MF   | ブラジル         | クレイトン                     |
| 11  | DF   | 中華人民共和国   | Ibrahim Kurban                 |
| 12  | MF   | ナイジェリア     | オジェニ・オナジ               |
| 13  | GK   | 中華人民共和国   | Ainikaer Maihemuti             |
| 15  | DF   | 香港             | ロベルト                       |
| 16  | MF   | 香港             | 陳俊楽                         |

| No. | Pos. |          | 選手名                 |
| --- | ---- | -------- | ---------------------- |
| 17  | MF   | ブラジル | ミカエル               |
| 18  | DF   | 香港     | オリヴァー・ゲルビヒ   |
| 19  | MF   | 香港     | 黃洋                   |
| 26  | DF   | 香港     | アンディ・ラッセル     |
| 28  | FW   | 香港     | 鄭展龍                 |
| 32  | MF   | 香港     | 袁振謙                 |
| 74  | DF   | 香港     | 甘智健                 |
| 77  | DF   | 香港     | フェルナンド           |
| 86  | GK   | 香港     | パウロ・セザール       |
| 90  | FW   | ブラジル | ジュニーニョ           |
| 91  | GK   | 香港     | 石皓心                 |
| 95  | MF   | 香港     | 陳晋一                 |
| 96  | FW   | 香港     | マシュー・スラッテリー |
| 99  | FW   | 香港     | 潘沛軒                 |

## 歴代所属選手
- ローレンス・アカンドゥ 2002-2003
- 伊藤壇 2004
- キース・ガンブス 2004-2007
- ゴラン・スタンコフスキ（英語版） 2007-2008
- ロベルト・ロサーダ（英語版） 2010-2012
- ダニ・カンセラ（英語版） 2010-2022
- 郭剣橋（中国語版） 2011-2022
- ゼッシュ・レーマン 2012-2013
- マット・ラム 2013-2019
- 張敬珍 2014
- 播磨浩謙 2016-2019
- 金奉珍（朝鮮語版） 2016-2019
- バラク・ブラウンシュタイン（英語版） 2016-2021
- マルク・スウェインストン（英語版） 2016-2021
- セブ・バッドル（英語版） 2016-2023
- 金東進 2017-2019
- ディエゴ・フォルラン 2018
- 中村祐人 2018-2019
- 鞠盈智（中国語版） 2018-2021
- ウェリングソン（英語版） 2019-2022
- クレメント・ベンハドゥーシュ（英語版） 2019-2023
- ゴッドフレッド・カリカリ 2020
- アレクサンドル・デュジャルダン（英語版） 2020-2021
- ラウル・バエナ 2020-2022
- マヌエル・ガビラン（英語版） 2020-2022
- マット・オア 2020-2022
- トーマス・マロネージ（英語版） 2020-2023
- 謝家強（中国語版） 2021-2022
- デヤン・ダミヤノヴィッチ 2021-2023
- アレックス・アカンデ 2021-2023
- オジェニ・オナジ 2023-
- アレクサンダル・ダムチェフスキ（英語版） 2023-

## クラブスポンサー
- メインスポンサー

キヤノン
- ユニフォームスポンサー

ナイキ